# George Roussos
Pour les articles homonymes, voir Roussos.
George Roussos, aussi connu sous le pseudonyme de George Bell, né le 20 août 1915 à Washington et mort le 19 février 2000, est un dessinateur américain de bande dessinée.

## Biographie
George Roussos naît le 20 août 1915 à Washington. Très jeune il perd ses parents, avec ses deux sœurs Helen et Alice, et passe sa jeunesse dans un orphelinat. Il effectue sa scolarité dans l'arrondissement du Queens à New York. Il commence alors à dessiner pour le journal de l'école. Grand lecteur des comic strip de l'époque il cherche à imiter les artistes publiés et surtout Frank Miller, l'auteur de Barney Baxter avec qui il entretient une correspondance. D'autres artistes l'influencent comme Chester Gould, Stan Kaye, Robert Fawcett (en) et Hal Foster. En 1939, il travaille comme lettreur pour une version espagnole de Ripley's Believe It or Not! bien qu'il ne connaisse pas cette langue. En 1940, il se fait remarquer par National Periodical Production qui lui propose de collaborer avec Bill Finger et Jerry Robinson sur les aventures de Batman de Bob Kane. Son rôle est de dessiner les arrière-plans, d'encrer et de faire le lettrage. À partir de 1942, il réalise d'autres séries pour National comme Superman ou Starman. Après guerre il continue de travailler pour cet éditeur mais aussi pour Timely, EC Comics ou Lev Gleason Publications. De plus il participe aussi à des strips quotidiens, tels que The Lone Ranger, The Phantom ou Flash Gordon, des années 1940 aux années 1960. À partir de 1964, il travaille régulièrement pour Marvel et encre les récits dessinés par Jack Kirby. Il prend alors le pseudonyme de George Bell. En 1970-1971, il travaille en même temps pour Warren Publishing. À partir de 1972, il devient le principal coloriste chez Marvel après le départ de Marie Severin. Il occupe cette position jusqu'à sa mort. Il meurt le 19 février 2000 d'une crise cardiaque.

### Vie privée
George Roussos a été marié deux fois. La première avec une jeune femme nommée Viola Fink qui était dans la même école que lui ; la seconde avec Florence Lacey qu'il épouse en 1980. Celle-ci meurt en 1998. Il a eu trois fils et une fille.